# Julia Richter
Julia Richter (Schwedt, RDA, 29 de septiembre de 1988) es una deportista alemana que compitió en remo.
Participó en los Juegos Olímpicos de Londres 2012, obteniendo una medalla de plata en la prueba de cuatro scull.
Ganó tres medallas en el Campeonato Mundial de Remo entre los años 2010 y 2013, y cuatro medallas en el Campeonato Europeo de Remo entre los años 2007 y 2014.

## Palmarés internacional
| Juegos Olímpicos   | Juegos Olímpicos            | Juegos Olímpicos  | Juegos Olímpicos |
| Año                | Lugar                       | Medalla           | Prueba           |
| ------------------ | --------------------------- | ----------------- | ---------------- |
| 2012               | Londres (Reino Unido)       | Medalla de plata  | Cuatro scull     |
| Campeonato Mundial |                             |                   |                  |
| Año                | Lugar                       | Medalla           | Prueba           |
| 2010               | Cambridge (Nueva Zelanda)   | Medalla de bronce | Cuatro scull     |
| 2011               | Bled (Eslovenia)            | Medalla de oro    | Cuatro scull     |
| 2013               | Chungju (Corea del Sur)     | Medalla de oro    | Cuatro scull     |
| Campeonato Europeo |                             |                   |                  |
| Año                | Lugar                       | Medalla           | Prueba           |
| 2007               | Poznań (Polonia)            | Medalla de bronce | Cuatro scull     |
| 2010               | Montemor-o-Velho (Portugal) | Medalla de plata  | Cuatro scull     |
| 2013               | Sevilla (España)            | Medalla de oro    | Cuatro scull     |
| 2014               | Belgrado (Serbia)           | Medalla de plata  | Cuatro scull     |